# HD 178845
HD 178845，又名CD-5012377，SAO 245976、HR 7271，是一颗恒星，视星等为6.13，位于銀經346.77，銀緯-23.85，其B1900.0坐标为赤經19h 5m 3s，赤緯-50° -23.85′ 1″。